# Crònica de Galítsia i Volínia
La Crònica de Galítsia i Volínia (en ucraïnés: Галицько-Волинський літопис, anomenada Crònica de Halicz-Wolyn en la historiografia polonesa), també coneguda com a Crònica de Halych–Volhynia, és una obra preeminent de la literatura i historiografia rutena antiga que cobreix el període dels 1201–1292 de la història del Principat de la Galítsia–Volínia (en l'actual Ucraïna).

## Testimoniatges textuals
La crònica original acabada a la fi del segle XIII no va sobreviure. La còpia més antiga coneguda és part del Còdex Hipatià de l'inici del segle XV, descobert al Monestir Hipatià de Kostromà per l'historiador rus Nicolay Karamzin. Ell també va trobar el segon còdex de la Crònica de Galítsia i Volínia, el Còdex Khlebnikov del segle XVI (que se'n considera el principal).
El 1973, se'n coneixien cinc còpies: Hipatià (Ipatiev), Khlebnikov (X), Pogodin (P), Cracòvia (C) i Ermolaev (I). A partir del 2022, set còdexs/manuscrits que ens han arribat contenen una còpia en paper de la Crònica de Galítsia i Volínia.
- Còdex Hipatià (c. 1425)[4] –conté una cronologia defectuosa inserida per un copista posterior[5]
- Còdex Khlebnikov (c. 1575) / Ostroz'kyj[4] –no conté cronologia
- Text Pogodin/Chetvertyns'kyj[4] –no conté cronologia
- Text de Cracòvia (final del segle XVIII en escriptura llatina) –mal copiat del text Pogodin[4]
- Text Bundur/Iarocki[1]
- Text Ermolaev (Yermolayev)[1] –similar al Khlebnikov, però molt abreviat[4]

D'acord amb Raffensperger i Ostrowski (2023), hi havia només quatre còpies de la crònica; només l'Hipatià i Khlebnikov eren independents l'un de l'altre, mentre els altres dos en derivaven del Khlebnikov.

## Contingut
La Crònica de Galítsia i Volínia té dues parts:
- La secció de Galítsia (1201–1260)[4]
- La secció de Volínia (1261–1292)

El compilador de la Crònica va explicar la reivindicació de la Galítsia al Principat de Kíiv. La primera part de la crònica (crònica de Daniel de la Galítsia) s'escrigué a Kholm, possiblement per un boiar anomenat Dionisiy Pavlovich. Alguns historiadors creuen que tota la crònica podria haver estat escrita per onze autors únics, i després es va compilar en un text únic.
Hi ha algun desacord entre els estudiosos sobre on acaba la Crònica de Kíiv i comença  la Crònica de Galítsia i Volínia, perquè els textos no subministren tal indicació. En última anàlisi, la frontera entre les dues és una mica arbitrària.

## Estudis i traduccions
Respecte a les edicions del 1843, 1908 i 1962 publicades en la Col·lecció Completa de les cròniques russes, i l'edició de la Comissió Arqueogràfica del 1871, encara es basaven principalment en el text Hipatià i només incloïen Khlebnikov en lectures de variants; la paràfrasi russa de A. Klevanov del 1871 fou el primer treball que prengué el text Khlebnikov de base per a reconstruir la Crònica de Galítsia i Volínia. Els primers estudis lingüístics del Còdex Hipatià els publicaren Makarushka (1896) i Nikolskij (1899). Comparada amb la Crònica Primària i la Crònica de Kíiv, es donà poca atenció a la Crònica de Galítsia i Volínia fins a la dècada dels 1890, quan l'historiador ucraïnés Mykhailo Hrushevsky hi estimulà l'interés historicoliterari. Hrushevsky establí la primera cronologia fiable dels fets de la crònica. Demostrà que la cronologia defectuosa del text Hipatià la hi va inserir un copista posterior. Tot i que l'autor original pretenia escriure imitant els cronistes grecs que es basaven en fets, i no pas en els anys, mai no datà els fets sobre els quals escrivia, i per açò un copista posterior hi va inserir dates, però incorrectes. A més, Hrushevsky va traduir alguns passatges com a comentari historicoliterari.
Panov publicà una traducció russa moderna de la Crònica de Galítsia i Volínia el 1936, que segons Daniel Clarke Waugh (1974) contenia "errors ocasionals". Waugh afirmà que la traducció ucraïnesa moderna de Teofil Kostrub, també publicada al 1936, era "més fidel a l'original" que l'anglesa feta per Perfecky el 1973.
La primera traducció anglesa de la Crònica  la publicà amb un índex i anotacions el professor de la La Salle George A. Perfecky el 1973. Formava part d'un projecte per a produir edicions crítiques de tot el Còdex Hipatià en anglés modern sota l'orientació del professor Omeljan Pritsak (que havia fundat l'Institut d'Investigació Ucraïnesa de Harvard el mateix any). Perfecky volia establir una "interpretació lliure (però fidel) en comptes de literal de la crònica". Pritsak va advertir el lector "que aquests són passos pioners en direcció a un estudi global d'aquesta obra", i que se'n prepararia una edició revisada "després de la conclusió de tot el projecte, que es calcula que dure si més no deu anys". Waugh va revisar aquesta edició, i n'apuntà algunes fallades en la traducció, i digué que "necessitarà revisió", i "que la publicació en fou una mica prematura".
El 2006, la lingüista històrica búlgara Daniela S. Hristova (1962–2010) demostrà que hi havia una frontera lingüística i estilística clara enmig de la columna 848, entre el final de l'entrada per a l'any 1260 (6768) i l'any 1261 (6769). Conclogué que allí la part de Galítsia acabava, i en començava la de Volínia. Ella i Petro Tolochko (2003) també donaven suport a la hipòtesi de Mykola F. (1993), que afirmava que la part de Galítsia consistia en sis narratives diferents per autors separats, i que la part de Volínia compilava cinc narratives diferents en una, de manera que tota la crònica fou probablement escrita per onze persones diferents.